# Stefan Tyszkiewicz

Leliwa II – herb szlachecki rodu Tyszkiewiczów

Stefan Eugeniusz Tyszkiewicz, właśc. Stefan Eugeniusz Maria Tyszkiewicz-Łohojski z Landwarowa, h. Leliwa (ur. 24 listopada 1894 w Warszawie, zm. 6 lutego 1976 w Londynie) – polski hrabia, inżynier i wynalazca. Uczestnik obu wojen światowych oraz wojny polsko-bolszewickiej. Członek Rady Narodowej RP w Londynie.

## Dzieciństwo i młodość
Urodził się jako drugie dziecko, z czworga Władysława i Krystyny Marii z ks. Lubomirskich. Ukończył gimnazjum gen. Pawła Chrzanowskiego w Warszawie i szkołę samochodową w Mediolanie. Już w dzieciństwie wykazywał zdolności techniczne. W wieku 14 lat (1906) uzyskał w Mediolanie zawodowe prawo jazdy. W 1911 opatentował dwa wynalazki dotyczące ogrzewania samochodów i aparatów latających. W 1913 rozpoczął studia na Uniwersytecie Oksfordzkim.

## I wojna światowa
W momencie wybuchu I wojny światowej przebywał na wakacjach w kraju. Zgłosił się jako ochotnik do rosyjskiego Czerwonego Krzyża. Został odznaczony Orderem Świętego Jerzego IV stopnia za uratowanie siedmiu ciężko rannych żołnierzy pod obstrzałem. W 1915 został zmobilizowany. Ukończył Szkołę Oficerską Korpusu Paziów w Sankt-Petersburgu i od końca 1916 pełnił funkcję adiutanta głównodowodzącego frontu kaukaskiego – wielkiego księcia Mikołaja Mikołajewicza Romanowa. 18 lipca 1917 w Jałcie ożenił się z Heleną, pasierbicą księcia Mikołaja, córką księżnej Anastazji i Jerzego Maksymilianowicza, szóstego księcia Leuchtenbergu, siostrzenicą królowej Włoch Heleny.
Po wybuchu rewolucji październikowej przebywał na Krymie. Ułatwił w tym czasie powrót do kraju wielu Polakom. Odpłynął z Krymu na pokładzie brytyjskiego okrętu wojennego.

## Dwudziestolecie międzywojenne
Po krótkim pobycie we Włoszech wrócił w 1919 roku do odrodzonej Polski. W latach 1919–1921 ochotniczo służył w Wojsku Polskim. Wziął udział w wojnie polsko-bolszewickiej jako ochotnik w oddziale kawalerii na Wileńszczyźnie. W 1921, jako przedstawiciel II Oddziału Sztabu Generalnego Wojska Polskiego, uczestniczył w obradach Komisji Ligi Narodów wytyczającej granicę polsko-litewską.
W 18 stycznia 1921 w Warszawie przyszła na świat córka Heleny i Stefana – Natalia Tyszkiewicz. Natalia zmarła w Genewie w 2003. W latach 1921–1923 podjął studia na paryskiej uczelni École des Sciences Politiques. Równolegle kształcił się w dziedzinie konstrukcji samochodów jako wolny słuchacz na paryskich uczelniach technicznych.

### Ralf-Stetysz

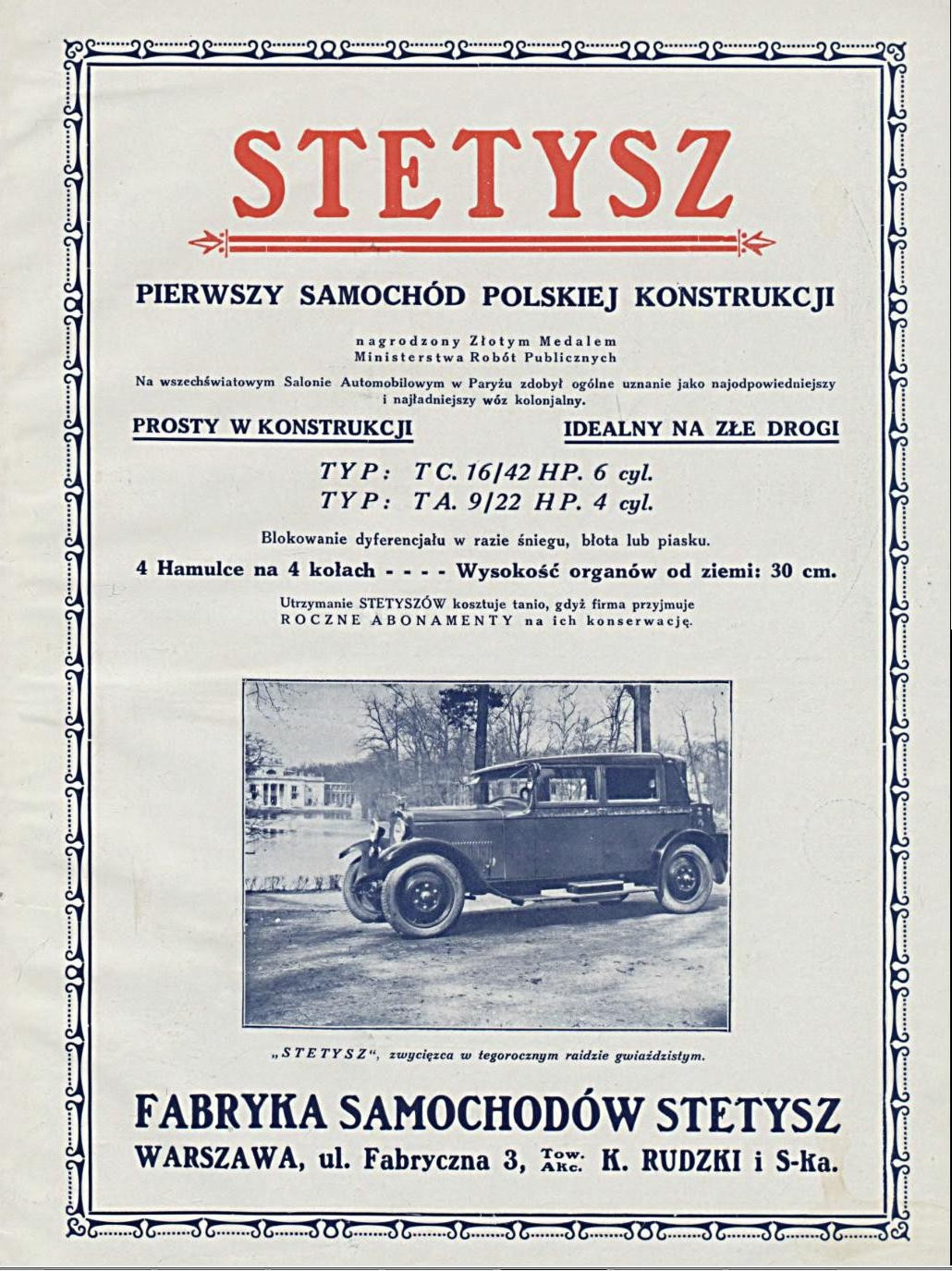
Reklama samochodu Stetysz z 1928 r.

W 1924 rozpoczął pracę nad konstrukcją samochodu własnego pomysłu. Założył w Boulogne pod Paryżem spółkę Automobiles Ralf Stetysz (skrót od Rolniczo Automobilowo-Lotnicza Fabryka Stefana Tyszkiewicza). Samochód wykorzystywał amerykański silnik firmy Continental. Miał to być pojazd osobowy przystosowany do eksploatacji w ciężkich warunkach drogowych (pojazd powstał z myślą o propagowaniu motoryzacji w Polsce, gdzie infrastruktura drogowa w tym czasie była słabo rozwinięta), łatwy w obsłudze i naprawie. W 1925 powstał udany pojazd, produkowany w dwóch wersjach:
- model TA z silnikiem 6-cylindrowym o pojemności 2760 cm³ i mocy 42 KM (przy 2600 obr./min),
- model TC z silnikiem 4-cylindrowym o pojemności 1500 cm³ i 20 KM mocy (przy 2600 obr./min)[6].

Samochód zaprezentowano w 1926 i 1927 na Międzynarodowym Salonie Samochodowym w Paryżu, gdzie zyskał opinię dobrej klasy pojazdu „kolonialnego”. Odnosił również sukcesy w polskich imprezach sportowych i turystycznych, jak również brał udział w VIII Rajdzie Monte Carlo w 1929 gdzie zdobył nagrodzę za wygodę i przystosowanie do podróży.
W 1928 produkcja została przeniesiona do Warszawy, do fabryki „K. Rudzki i S-ka”. Nadwozia wytwarzała fabryka lotnicza Plage i Laśkiewicz w Lublinie. Przenosząc produkcję do kraju, Tyszkiewicz musiał zaangażować cały majątek rodzinny jakim dysponował. Jego żona sprzedała w tym celu broszkę z 86-karatowym szmaragdem należącą wcześniej do carycy Katarzyny Wielkiej.
11 lutego 1929 fabrykę w Warszawie zniszczył pożar. Zniszczeniu uległo również 27 prawie ukończonych pojazdów oraz 6 gotowych. Zdołano uratować samochód uczestniczący później w Rajdzie Monte Carlo. Tyszkiewicz chciał podjąć na nowo produkcję w rodzinnym Landwarowie (woj. wileńskie), ale nie zdołał przekonać akcjonariuszy Towarzystwa Akcyjnego Rolniczo-Automobilowa Fabryka hr. Stefana Tyszkiewicza.
Łącznie powstało około 200 samochodów Ralf Stetysz. Po pożarze hrabia Tyszkiewicz brał udział we wprowadzaniu do Polski samochodów marki Mercedes i Fiat. Działał również na rzecz rozwoju motoryzacji w Polsce. Był inicjatorem powstania ‘Ligi Drogowej’, a od 1933 jej prezesem. Publikował na temat motoryzacji w Polsce. 5 lipca 1939 został mu nadany Złoty Krzyż Zasługi.

## II wojna światowa
We wrześniu 1939 znalazł się wraz z rodziną na terytorium Litwy kowieńskiej, gdzie zajmował się przerabianiem silników benzynowych na gazowe (wobec braku benzyny). Utrzymując dobre kontakty z poselstwem włoskim w Republice Litewskiej, ułatwiał wyjazdy Polakom.
Po aneksji Litwy przez ZSRR w czerwcu 1940 został aresztowany i przewieziony do Moskwy. Odrzucił ofertę współpracy z NKWD w zamian za wyjazd do Włoch.
Zwolniony z więzienia w październiku 1941 został szefem służby samochodowej w Polskich Siłach Zbrojnych w ZSRR (Armia gen. Andersa). W 1944 był oficerem łącznikowym II Korpusu Polskiego, jako Rotmistrz Ułanów Krechowieckich, m.in. oficer do zleceń dowódcy PSZ (Polskie Siły Zbrojne) na Bliskim Wschodzie, i przy oddziałach włoskich walczących po stronie aliantów. Organizował Polski Czerwony Krzyż we Włoszech. W maju 1944, w okresie bitwy o Monte Cassino, wynalazł i skonstruował urządzenie pozwalające wykrywać i niszczyć niemagnetyczne (drewniane) miny przeciwpiechotne.

## Okres powojenny
Po wojnie (w 1949) wydawał w Londynie wraz ze Stanisławem Mackiewiczem tygodnik „Lwów i Wilno” (numery 110-124). Następnie pracował w Turynie dla firmy Fiat, jednak niedługo potem zajął się głównie elektroniką. Uzyskał kilka patentów, m.in. na urządzenie Stenovox. Był to jeden z pierwszych systemów dyktowania i odtwarzania na odległość, wyposażony w zabezpieczenia kodowe i w wysokim stopniu zautomatyzowane. Udoskonaloną wersją urządzenia był Stetyphone. Za oba wynalazki Tyszkiewicz otrzymał grand prix na wystawie Expo w Brukseli w 1958 roku. Pracował również nad urządzeniami do automatycznego sterowania.
Tyszkiewicz konstruował też wózki inwalidzkie i do przewozu bagażu, które (dzięki zastosowaniu automatycznej zmiany długości podstaw tylnych kół) mogły poruszać się także po schodach (w tym ruchomych). Za wózki te uzyskał złote medale na wystawach wynalazków w Genewie (1972) i Nowym Jorku (1973). Opracowane przez Tyszkiewicza urządzenie służące do oszczędzania paliwa w silnikach o zapłonie iskrowym i wysokoprężnych (Stetair) został wyróżniony w 1974 na Salonie Samochodowym w Genewie. Zaprojektowany przez niego zszywacz wyróżniono w 1965 w Brukseli i w 1972 w Genewie.
Tyszkiewicz współpracował z międzynarodową organizacją ELDO, która zajmowała się konstruowaniem rakiet nośnych (połączona później z ESRO w Europejską Agencję Kosmiczną (ESA)).
Był członkiem trzeciej Rady Narodowej Rzeczypospolitej Polskiej w Londynie.
Od 3 września 1944 należał do Zakonu Kawalerów Maltańskich i trzykrotnie był wybierany członkiem jego Wielkiej Rady, Kawaler Honoru i Dewocji, a od 22 czerwca 1960 Baliw Krzyża Wielkiego Honoru i Dewocji. Odznaczony Orderem Odrodzenia Polski i królewskim Orderem Domowym Czarnogórskim.
Zmarł 6 lutego 1976 roku w Londynie. Został pochowany na Cmentarzu Brompton w Londynie.